# 現觀
現觀，又譯無間等，佛教術語，字面意為直接清楚的理解，是一種直接性的智慧直覺，當下了解事物的真相。

## 字義
現觀（Abhisamaya）是一個巴利文名詞，動詞型為abhisameti，字面意義為完全地理解、洞見、了解等。《大毘婆沙論》解釋現觀為明了觀察之意，可分為世俗現觀與無漏智現觀。
在阿毘達摩中，經常以這個名詞來構成新詞，如法現觀，義現觀，諦現觀，四諦現觀等。
它也可以被當成智慧的別名。
佛法入門的關鍵知識：
一、什麼是「無間等」？
「無間等」一詞出自《阿含經》，是修行者在學習四聖諦之前，必須先理解的重要基礎知見之一。
【雜阿含435經】
如是我聞：一時，佛住舍衛國祇樹給孤獨園。時，須達長者往詣佛所，稽首佛足，於一面坐，白佛言：「世尊！此四聖諦為漸次無間等？為一頓無間等？」佛告長者：「此四聖諦漸次無間[等]，非頓無間等。」
佛告長者：「若有說言：『於苦聖諦未無間等，而於彼苦集聖諦、苦滅聖諦、苦滅道跡聖諦無間等。』者，此說不應，所以者何？若於苦聖諦未無間等，而欲於苦集聖諦、苦滅聖諦、苦滅道跡聖諦無間等者，無有是處，猶如有人兩細樹葉連合為器，盛水持行，無有是處，如是，於苦聖諦未無間等，而欲於苦集聖諦、苦滅聖諦、苦滅道跡聖諦無間等者，無有是處。譬如：有人取蓮華葉連合為器，盛水遊行，斯有是處，如是，長者！於苦聖諦無間等已，而欲於苦集聖諦、苦滅聖諦、苦滅道跡聖諦無間等者，斯有是處。是故，長者！於四聖諦未無間等者，當勤方便，起增上欲，學無間等。」
佛說此經已，諸比丘聞佛所說，歡喜奉行。

從字面理解：
•	「無間」表示沒有間斷。
•	「等」表示如實、平等。
「無間等」意指：過去、現在、未來的一切事物是同時且平等地存在的。未來已發生、現在無法停留、過去未消壞。

這不是一種抽象思維，也不是哲學猜想，而是一種時間與現象的觀察方式。
二、一種被忽略的認知
人類對時間的理解是「線性」及「有間斷性」的：認為過去已經發生、現在正在發生、未來尚未發生。這種看法，是根據我們日常經驗所建立的，但它其實隱含著某些未被察覺的忽略。這些忽略，並不是錯誤，只是因為我們不知道，所以從來沒有機會認真去觀察及思考：
第一個忽略：
我們忽略了「現在」其實無法停留，也無法真正被捕捉。當我們說出「現在」這兩個字時，那個「現在」早已成為過去。
第二個忽略：
我們忽略了「未來其實已發生」，只是我們尚未看見，就如同電影還未播放的片段，早已存在於影片中。
舉例說明：
當你說出「現在」這兩個字的瞬間，那個「現在」已經過去了，緊接著，下一個「現在」又已經出現。我們從來沒有真正「抓住」過那個被稱為「現在」的點，而是依賴語言習慣，用這個詞來分別過去與未來。
再比如：
你正在觀看一部已經拍攝完成的電影。你眼前的畫面稱作「現在」，剛播放過的是「過去」，還沒播放的是「未來」。但實際上，整部影片的內容早已存在，它不因你觀看與否而有所改變。
這樣的舉例，加強我們體會「無間等」的意思。
三、為什麼「無間等」重要？
「無間等」本身不是智慧的成果，而是修學佛法之前，必須釐清的一項基本知見，是學習四聖諦的門檻，是「知見正確」的起點：
它讓我們得以如實觀察「行」──三世的流遷變化，以及「行苦」──三世流轉中的認知漏洞，從而踏入佛法的正見軌道，建立起正確的觀察立場。
如果不知道或不相信「無間等」，不僅影響對「苦諦」的掌握，也會連帶使「集、滅、道」三諦的學習失去依靠。學習佛法就像學數學：不能一開始就進入複雜的公式推導，而是要先從認識數字開始。無間等，就是佛法中的「認識數字」，是進入佛法修學的第一步，是凡夫佛弟子邁向解脫之路的起步點。

## 外部連結
- 釋開仁〈四諦頓、漸現觀之初探〉 （页面存档备份，存于）